# Kilgarvan
Kilgarvan (iriska: Cill Garbháin) är en ort i republiken Irland.   Den ligger i grevskapet Ciarraí och provinsen Munster, i den sydvästra delen av landet, 270 km sydväst om huvudstaden Dublin. Kilgarvan ligger 20 meter över havet och antalet invånare är 181.
Terrängen runt Kilgarvan är huvudsakligen kuperad. Kilgarvan ligger nere i en dal.Runt Kilgarvan är det mycket glesbefolkat, med 3 invånare per kvadratkilometer. Närmaste större samhälle är Killarney, 17,3 km norr om Kilgarvan. Trakten runt Kilgarvan består i huvudsak av gräsmarker.